# رابطة وكالات التصديق الرسمية للبذور
رابطة وكالات التصديق الرسمية للبذور (AOSCA) هي رابطة الوكالات الرسمية الموثقة للبذور المعروفة سابقا بالرابطة الدولية لتحسين المحاصيل. هي منظمة تجارية مقرها في الولايات المتحدة. تعمل رابطة الوكالات الرسمية للبذور على تطوير وتعزيز أنواع البذور المعدَة للإستخدام الزراعى.

## نشأتها
تأسست رابطة الوكالات الرسمية للبذور في الولايات المتحدة في عام 1919.
تطورت الجمعية الدولية لتحسين المحاصيل من جمعية تحسين المحاصيل في ويسكونسن (بالإنجليزية: WCIA)‏، التي كانت تسمى في البداية جمعية تجربة ويسكونسن. تم تنظيم هذا في عام 1901 من قبل رانسوم آسا مور في جامعة ولاية ويسكونسن - كلية ماديسون للزراعة، بمساعدة من خريجي تلك الكلية والمزارعين ، بهدف تحسين ونشر سلالات البذور. تبع إنشاء الرابطة الدولية لتحسين المحاصيل في ديسمبر 1919 عندما قدم مور دستورًا مقترحًا للمنظمة في شيكاغو ، إلينوي. تم اقتراح أن تكون المنظمة دولية وليست وطنية للسماح لكندا أن تكون عضوا فيها. تم تعيين مور كأول رئيس للمنظمة في عام 1920.